# Chaumercenne
Chaumercenne är en kommun i departementet Haute-Saône i regionen Bourgogne-Franche-Comté i östra Frankrike. Kommunen ligger i kantonen Pesmes som tillhör arrondissementet Vesoul. År 2022 hade Chaumercenne 192 invånare.

## Befolkningsutveckling
Antalet invånare i kommunen Chaumercenne
| Referens: INSEE |